# 府中八幡宮 (上越市)
府中八幡宮（ふちゅうはちまんぐう）は、新潟県上越市の神社。

## 歴史
720年（養老4年）または870年（貞観12年）に、宇佐八幡宮か石清水八幡宮から分霊を勧請し神社を創建した。以来、越後国の総社として歴代国司の崇敬を受けた。
中世期は上杉氏の崇敬を受けたが、御館の乱で焼失した。1632年（寛永9年）に高田藩藩主の松平光長によって再建された。

## 文化財
- 府中八幡宮鰐口（上越市指定文化財）[3]
- 府中八幡宮文書（上越市指定文化財）[4]

## 交通アクセス
- 直江津駅より徒歩9分。